# Francesco Manfra
Francesco Manfra (Salza Irpina, 1913 – Africa Settentrionale Italiana, 5 giugno 1942) è stato un militare italiano, insignito della medaglia d'oro al valor militare alla memoria nel corso della seconda guerra mondiale.

## Biografia
Nacque a Salza Irpina, provincia di Avellino, nel 1913, figlio di Francesco e Virginia Mauriello. 
Conseguita la laurea in legge presso l'Università di Napoli nel maggio 1940, nel settembre successivo fu arruolato nel Regio Esercito ed ammesso a frequentare la Scuola allievi ufficiali di complemento di Avellino e nel marzo 1941 fu promosso sottotenente. Assegnato al 39º Reggimento fanteria venne trattenuto in servizio attivo e trasferito al 61º Reggimento fanteria motorizzato della 102ª Divisione motorizzata "Trento". Nell'aprile 1942 partì per l'Africa Settentrionale Italiana dove trovava il reggimento impegnato nella seconda offensiva italo-germanica in Cirenaica. Cadde in combattimento a Hamsa il 5 giugno 1942, e fu successivamente decorato con la medaglia d'oro al valor militare alla memoria.